# Entella femina
Entella femina är en bönsyrseart som beskrevs av Heinrich Hugo Karny 1908. Entella femina ingår i släktet Entella och familjen Mantidae. Inga underarter finns listade i Catalogue of Life.